# Mina de Chapada
A mina de Chapada é uma das maiores minas de ouro do Brasil e do mundo. 
A mina está localizada em Alto Horizonte  no estado de Goiás, na região central do Brasil . 

## Reservas
A mina tem reservas estimadas de 6 milhões de onças de ouro e 3,8 milhões de onças de prata. 

## Operação
A Yamana Gold anunciou a venda da mina de Chapada para a Lundin Mining em 15 de abril de 2019.
Atualmente, a operação da mina é de responsabilidade da Mineração Maracá Indústria e Comércio S/A, uma subsidiária integral da Lundin Mining.

## Projeto Suruca
Projeto Suruca trata-se de uma área localizada a 7 km de Chapada, com potencial para produzir 50 mil oz/a durante 5 anos, além de contar com reservas provadas e prováveis de 762 mil oz. 